# Chaetops frenatus
Chaetops frenatus là một loài chim trong họ Chaetopidae.